# Smutek pani Šnajder
Smutek pani Šnajder (tytuł oryginalny: Smutek paní Šnajderové) – albańsko-czeski film fabularny z roku 2008 w reżyserii Piro Milkaniego.

## Opis fabuły
Film Piro Milkaniego odwołuje się do jego własnych przeżyć z okresu studiów w Czechosłowacji. Akcja filmu rozgrywa się w 1961 w prowincjonalnym czeskim miasteczku. Trzech studentów FAMU (Albańczyk Lek, Czech Karel i Słowak Artur) przygotowuje pracę dyplomową - film dokumentalny o fabryce motocykli ESO w Českým Šternberku. Film ma wykazać wyższość czechosłowackich motocykli nad tymi, które są produkowane w krajach Zachodu. Realizację filmu przedłuża skandal obyczajowy, kiedy wychodzi na jaw, że studenci filmowali kąpiące się pracownice fabryki.
Konsekwencją dramatycznych wydarzeń politycznych roku 1961 (zerwanie Albanii z blokiem państw socjalistycznych) jest osobisty dramat studenta albańskiego Leki. Musi dokonać wyboru pomiędzy przywiązaniem do własnego kraju i rodziny a fascynacją studenckim życiem w Czechach. Podjęcie wyboru utrudnia mu romans z żoną szefa policji w Šternberku - tytułową panią Šnajder. Poznał ją, dzwoniąc z jej telefonu domowego do Albanii. Miejscem schadzek staje się miejscowy hotel, a powierniczką Leki - właścicielka hotelu.

## Obsada
- Anna Geislerová jako Jana Šnajder
- Nik Xhelilaj jako Lek Seriani
- Tomás Töpfer jako dyrektor Piskácek
- Kamil Kollarik jako Artur Zach
- Jirí Hanc jako Karel
- Michele Placido jako hrabia Sternberk
- Paolo Buglioni jako pan Šnajder
- Arta Dobroshi jako Ema Jiraśkova
- Barbora Štěpánová jako Ruśickova, właścicielka hotelu
- Niko Kanxheri jako pracownik fabryki
- Petra Novotná jako Helena/Milena
- Veronika Novotna jako Helena/Milena
- Madi Dibra jako współlokator Leki
- Monika Kvasničková
- Jan Hlačina
- Fatmir Hysi
- Pavlina Karpeles
- Alena Kubalkova
- Michaela Kundelová
- Ota Tesar
- Roman Višváder

## Nagrody i wyróżnienia
Film został zgłoszony jako albański kandydat do nagrody Amerykańskiej Akademii Filmowej w kategorii najlepszego filmu nieanglojęzycznego, ale nie uzyskał nominacji.